# アステル東京
アステル東京とは、
- かつて関東地域において展開されていたアステルPHS事業のサービスブランド名。「アステル東京」
- かつて関東地域においてPHS事業を行っていた電気通信事業者。「株式会社アステル東京」

本稿ではかつて関東地域においてアステルブランドを用い展開されていたPHS事業、またそれに付随する事業を詳述。

## 業務地域
- 茨城県、栃木県、群馬県、埼玉県、千葉県、東京都、神奈川県、山梨県、静岡県（富士川以東）

## 経緯

### 株式会社アステル東京時代
元々はPHSサービス提供に向けた企画調査会社・株式会社テレウォーカー東京企画（ -とうきょうきかく）として1994年9月に設立。翌1995年1月に株式会社アステル東京と社名を変更した。
東京電力の通信会社である東京通信ネットワーク (TTNet) を軸に、日本テレコム（JR系）・国際電信電話・日本高速通信（トヨタグループ・道路公団系）・東京テレメッセージ・三井物産・三菱商事・住友商事・東京電力・東日本旅客鉄道の10社が主要株主である。NTTと第二電電はそれぞれPHS事業会社を設立していたため、それに属さない企業がPHS事業に関与する"寄り合い所帯"の会社として誕生した。
サービス開始はNTTパーソナルやDDIポケットと同じく1995年4月1日を予定していたが、半年後の1995年10月1日に延期された。これはサービスの肝となるTTNetの回線を使用した独自網によるネットワーク構築を断念し、NTT（当時）のネットワークを使用したNTT依存網へ転換したためや全国のアステルグループで入り乱れる独自網とNTT依存網の接続構成の構築に時間がかかったためである。
当初はバックボーンにTTNetのネットワークを使用する予定であったが、ライバル並みのサービスエリアの拡大への素早い対応が可能か懸念視されたことや、そもそも当時のTTNetはまだISDNサービスを手がけておらず、電話交換機等の設備的にもアステルが必要とするISDNの需要に対応するのは困難であったこと（TTNetがISDNサービスの提供を開始するのは1997年4月）、大株主の日本テレコム・KDD等がTTNetにインフラを握られるのを快く思わなかったことなどの理由から、独自網をあきらめ仕方無くNTTのISDN網を使用する事になった。アステル関西等がNTT依存網型を採用したのも同様の理由である。それでもサービス開始から2年程度、独自網の地域会社へローミングした際は発信のみ可能で着信不能という事態が続いた。
結局アステルの特色ともいえる「どこでも市内コール」や「5円コール」・「インターネット常時接続」のような斬新なサービスの導入が可能になるのはTTNetによる吸収合併後の独自網への切り替えを待たねばならず（しかも常時接続は関東では結局提供されなかった）、アステルの魅力を引き出せなかった事が結果的に敗因となった。
しかし出資会社の強みを生かしてJR東日本を始めとする駅構内のアンテナ設置や電柱へのアンテナ設置は驚異的なスピードで配置された。特に中・高出力型の電柱頂上へアンテナ設置するタイプはアステルの独擅場であった。しかし黎明期はアンテナが設置されてもネットワーク工事が進まず、酷いケースでは設置から半年程稼動しない事もあった。家の近くにアステルのアンテナがあるからアステルPHSを買ってみたけど、稼動していないから使えないという不評が多く「使えないアステル」のレッテルは根強く残る事となった。
サービス窓口をきめ細かく設置し、現在はauやウィルコムを取り扱っているトヨタ自動車のディーラー内携帯電話販売店「PiPit」は元々「アステルスポット」として開設された所が多い。これは、日本高速通信(テレウェイ)を通してトヨタグループが出資していた事に由来する。
移動中の車や電車では使えない、途切れが酷いなど当初のPHSの不評とネットワーク整備の遅さから、東京テレメッセージと共同でポケットベル付きPHSの発売や、「パワーアンテナ」と称するホームアンテナ(室内電波中継器)の開発・格安の貸出し等で努力したり、移動通信では当時最速の通信速度のため、データ通信を利用するユーザーの根強い支持があったものの、音声通信が中心のユーザーには同時期に端末価格・加入料・基本料が下がって加入しやすくなってきた携帯電話に流失するようになった。
1998年10月にはPIAFS接続による独自ネットワーク網を用いた文字情報サービス「MOZiO（モジオ）」サービスを開始。1999年1月に登場する「iモード」の先駆けであったが、独自網の為勝手サイトはサポートしなかった事や、eメールサービスの提供開始がDDIポケットのH"サービス開始と同時期（1999年秋）にズレ込んだ事から、爆発的な人気にはならなかった。

### TTNetによるアステル東京・東京電話アステル事業
1998年にNTTパーソナルが経営の継続を断念したことと同じく、加入者数の伸び悩みによる経営不振により、日本テレコムなど出資者と協議の上、1999年4月1日付で株式会社アステル東京はTTNetに吸収合併し、TTNetの一サービスとして再スタートを切った。
この頃になるとバックボーンにISDNではなく専用線やダークファイバを用い、光ファイバを直接接続できるPHSアンテナが使えるようになっていたことや、TTNetが1998年に中継電話サービスの「東京電話」を開始したことを機に電話交換機等を大幅に増強したため、設備にアステルの需要に対応できるだけの余裕が生じていたことなどから、NTTに支払うアクセスチャージの軽減等を目的として、従来NTTのISDN回線を主体としていた網構成を順次TTNet独自の光ファイバ網に切り替える作業が進められた。同年5月には「東京電話」とアステル東京のセット割引サービス「東京セット」を開始、12月には「東京電話インターネット」等のISPに接続する際の通話料が割安となる「@6（アットシックス）」サービスも開始した。
2000年5月にサービス名称を「東京電話アステル」と変更し、ロゴタイプも東京電話に準じたレトロ調になった。同年12月にはCompact HTMLブラウザ、任意のISP（PIAFSアクセスポイント）・メールサーバへ接続可能な仕様を組み合わせた「ドットi」と対応機種「AJ-51」をリリース。任意のアクセスポイントへの接続は先駆けであった。しかし同時期にサービスインしたカラー液晶・12和音着信音・外付けカメラ・H"Link・SoundMarket（音楽配信）などを兼ね備えた「feel H"」とガチンコ勝負となった。1999年12月よりカラー液晶の携帯電話端末が登場している状況下で発売されたモノクロ液晶と3和音のAJ-51は、一般人に広く受け容れられず契約数が増加する起爆剤にはならなかった。この頃TTNetの法人顧客等を対象に「内線PHS」向けの拡販にも力が入れられた。
アステルの加入者減少には歯止めがかからず、結局2002年4月には東京電話アステル事業を鷹山グループに譲渡することが正式決定した。またそれに伴い、経費削減の一環として直営店の「アステルプラザ」を順次閉鎖し、端末の販売やユーザーサポートは原則としてWeb上で行うこととなった。

### YOZANによるアステル東京事業

#### サービス開始と度重なる計画変更
2002年8月1日に鷹山がTTNetから東京電話アステル事業を買収し、PHSサービスを、子会社「マジックメール（東京テレメッセージ継承会社）」が請け負う事となった。また、ブランド名も「アステル東京」に戻した。旧東京テレメッセージは当初のアステル東京出資企業の一社であり、再び提携関係を持つ事になる。
この際TTNetは鷹山に事業支援金として60億円を支払っている。なお、マジックメールは同年10月1日付で鷹山に合併されている。
鷹山にはアステルグループの中核としての復活が期待されたが、譲受から間もない同年11月30日にアステル九州が新規加入受付を中止したことで早くも暗雲が立ち込み始めた。新生YOZANのもとデータ通信の最大64kb/s化や関西電力と共同でデータ通信の定額サービスを提供すると計画されたがいずれも頓挫。新音声端末の投入もアナウンスされたが果たされることはなかった。また「データバリュー」「定額100プラン」と言った新料金プランを導入するも顧客流出を止めることが出来ず、コスト削減のためにサービスセンターの閉鎖やアンテナの間引きを行い、そのことがさらなる顧客流出へと繋がった。
2004年8月31日には同年11月30日をもって他地域アステル事業者エリアでのローミング、ドットi（アステルPHS電話機での簡易ウェブ閲覧サービス）・mozioサービス、留守番電話等音声通話を除く殆どのサービス終了がアナウンスされた。しかし、利用者の反対などによりメールサービスについては10月21日存続が決定された。

#### 全国コールサービス
経営難などにより他地域のアステル事業者各社が2003年末から次々とPHS事業からの撤退を決め、アステルグループとして全国エリアでの提供が不可能になる中、鷹山とDDIポケット（現ウィルコム）は既存のアステル東京利用者へDDIポケットのネットワークを提供するなどで合意。2004年9月13日より「全国コールサービス」が開始された。既存のアステル東京利用者でもこのサービスへ申し込めば、アステル東京管轄の1都8県も含め全国のDDIポケットサービスエリアで、通話やPIAFSによるデータ通信が可能であった。
しかし、この全国コールサービスは利用者のアステル電話機端末へDDIポケットの電話番号を入力するものであり、電話番号の変更が必須で旧来の電話番号を継続して利用することは不可能だった。その対応として、無料で1ヶ月間新番号へ転送するサービスは用意されたものの、本来の意味でのローミングとは異なる物であり（むしろ今で言うところのMVNOに近い）、当初発表していた「ローミングサービス」という呼称は中途で「全国コールサービス」に変更になった。
またアステル電話機へ他事業者の電話番号を入力したため、メールやWEB、高速ハンドオーバー等の機能が利用できなくなった。さらに 157（サービスセンターの電話番号）へ発信するとYOZANではなくDDIポケットのサービスセンターに接続されるという珍事も起こった。これはアステル電話機がDDIポケット網を使うことによりDDIポケットの電話機として認識されていたためである。アステル電話機以外でアステル東京契約を行っていた場合は全国コールサービスへ申し込む際アステル電話機(AJ-51)に無償変更ということになっており、同じ端末を継続して全国コールサービスを利用することは出来なかった。アステル電話機でも一部機種（A151/A152/AY11/AY15/AN11/AI15/AD11/AC91/MA-N2）では継続使用できなかった。
なおサービス開始当初は、課金システムが2重（DDIポケットからの請求をアステル東京が取りまとめ）であったため、基本料は翌月、通話料は翌々月に請求されていた。通常の翌月請求になるまで数ヶ月を要した。
DDIポケットとの取り決めで全国コールサービスへ申し込みが行えるのは2004年8月末時点でのアステル東京利用者のみになっており、申し込みが一巡した2005年2月の中頃「全国コールサービス」の新規受付が終了になった。

#### 事業縮小・PHSサービス終了
以前からYOZANは保有するPHS基地局を更改し、広域無線LAN網を整備することに意欲を見せていた。その計画を実現するため2005年（平成17年）2月10日、WiMAX方式による定額通信サービスへの参入を発表。PHS基地局の無線部分をWiMAX方式の無線部分に交換し、無線IPネットワークを構築。現在のPHS利用者へは新しいネットワークを利用したIP携帯電話サービスに移行させ、PHS事業からは撤退するといった方針が示された。
まず、同年2月15日にテレメトリングサービス（遠隔監視等利用）の新規受付を終了。一度存続が決定したMOZiOサービス・ドットi・位置情報サービスも翌月の3月31日に終了。メールサービスを利用したいがため、全国コールサービスへ移行しなかった利用者に不便を強いた。
4月20日には、WiMAX事業へ経営資源を集中するためにPHSサービス（アステル東京・ボイススポットフォンサービス）の新規受付を終了。テレメトリングサービスは存続させるものの、存続と引き換えに基本料金は約4倍に大幅値上げすることになった。
続く7月頃、アステル東京のPHS利用者へ「意向確認はがき」が送付された。当初YOZANはPHS利用者をIP携帯電話へ移行させる予定であったが、WiMAXサービス開始後も当分は移動体サービス（IP携帯電話サービス）が行えないと判断。アステル東京電話サービス利用者はボーダフォンの携帯電話へ、全国コールサービス利用者はウィルコムのPHSへそれぞれ移行を推奨する内容であった。移行希望者へは指定機種の端末代金と事務手数料が無料になる措置がとられた。なお全国コールサービス利用者はウィルコムへ同じ電話番号で移行が可能であった（全国コール申し込みの際、ウィルコムの電話番号へ実質的に変更されていたため）。
そしてついに同年11月30日、アステル東京ブランドのPHS音声サービスを終了した（全国で9社目の撤退）。
その後も、他社への移行が困難なPHS事業はしばらくサービスを提供していたが、ボイススポットフォン（VSフォン）サービスは2006年（平成18年）5月31日に、テレメトリングサービスとPHS網を利用した児童見守りサービスは翌6月30日に終了。この日をもって、YOZANはPHS事業から完全撤退することになった。
PHS事業撤退から数年経過してもなお、多数のアステル基地局が電柱に残されていた。WiMAXサービスのために確保していたようにも見えるが、WiMAXサービスに必要なアンテナはPHSよりも少ないと発表しており、WiMAXサービスも凍結され、事業撤退費用も捻出できないためとしている。2020年現在では撤去されたものもあるが、すべての基地局が撤去されたかどうかは不明である。
2017年（平成29年）9月20日、YOZANが東京地方裁判所より破産手続開始の決定を受ける。

## 料金プラン
スタンダードプラン
月額2835円（税込）。ウィルコムの標準コースやNTTドコモのプラン270と同格のプラン。無料通話分は付かない
デイトークプラン
月額2079円（税込）。ウィルコムの昼億コースと同格。標準コースよりも基本料が安いが夜間通話料がスタンダードプランの倍額となる。
ナイトトークプラン
月額2079円（税込）。デイトークプランとは逆に昼間の通話料が倍額。
データライト
月額1029円（税込）。データ通信用に指定した3つの電話番号のみに発信できるプラン。発信先はプロバイダーのアクセスポイントを指定することとなる。

### 通話料を含むプラン
バリューパック
月額5040円（税込）。スタンダードプランに2800円分の無料通話が付く。2002年10月に親会社であるYOZANとアステル事業を引き継いだマジックメールが合併した際、キャンペーンとして2003年1月まで無料通話分が8200円分に増えた。
バリューパックデイトーク
月額3360円（税込）。デイトークプランに1600円分の無料通話。
バリューパックナイトトーク
月額3360円（税込）。ナイトトークプランに1600円分の無料通話。
以上の料金プランは2004年2月分より200円値下げされた。その代わり、東京電話とセット契約での通話料割引と複数回線契約時に無料通話分の共有が廃止された。
データバリュー
月額3360円（税込）。データ通信用のプラン。2800円分の無料通信分が付く。YOZAN傘下に入った直後の2002年12月登場。YOZANはこれを準定額と呼称。2004年2月の料金改訂時に廃止。

### 定額100プラン
月額3129円（税込）。60秒以内の通話が月100回まで無料という固定、移動体ともに今まで類を見ない料金プラン。YOZANではこれを準定額と呼称。VSフォンのVSプラン60と比較すると割高だが、端末の買い換えを伴わずに利用できる、ドットiやmozioのEメールやコンテンツサービスが利用できると言ったメリットがあった。2004年3月に登場したプランで、登場した際にはAJ-51の新色ライトゴールドが登場するなど謝恩キャンペーンが行われた。

### きめトーク
月額1029円（税込）。指定した3つの電話番号と110番、118番、119番の緊急通話番号および157（アステルサービスセンター）への発信のみが行えるプラン。着信は無制限。mozio/ドットiのEメールやコンテンツサービスも使用不可で、端末も専用機のみ。

### まっTEL
月額210円（税込）。着信専用で発信は出来ない。加入するための条件が既存アステル契約者のみ、端末も専用端末のみで持ち込み加入は出来ないなど他地域に加えて厳しかったが、待ち受けのみでも差し支えのない家族・知人間の連絡に活用できた。

## 通信端末
詳細はアステル内の通信端末を参照のこと。

## 独自のサービス

### プチペイド
プチペイドは東京電話アステル～YOZAN時代に存在したプリペイド式PHSサービスである。ここでは玩具店ルートで販売されたTOMYの「プリピッチ」やセガトイズの「P-tomo」についても記述する。

#### 概略
プチペイドは2000年10月に東京電話アステルより販売が開始され、同年11月16日よりTOMYやセガトイズから各々の独自ブランドとしても展開された。
プチペイドからの発信はアステル東京エリアのみで可能で、着信はアステルグループ全域で可能であった。
開始当初は通話（一般電話や携帯電話、PHS、国際電話）サービスのみであったが、2001年2月7日よりMOZIOeメールやスーパー着メロ、高速データ伝送サービスも開始され、更に「どこカナ？ サービス」（位置情報サービス）など、PHSの特性を生かした機能拡張も順次行われていたが、その後は拡販や拡張も殆ど行われることなくYOZANへPHS事業が事業譲渡。2004年6月9日にサービス新規申込が終了し、同年11月30日に廃止された。また、廃止の際に同番でのアステル通常契約移行の案内がされた。
以降、設備はVSフォンオンデマンドサービス（プリペイドサービス）へ流用されたがこちらもほどなく廃止された。

#### 料金
発信
- 国内一般電話、PHS宛　20円/20秒
- 携帯電話宛　25円/15秒
- 国際電話　8円/6秒（アメリカ宛）他
- プチペイド32kbps高速データ伝送（東京電話インターネット専用番号）　20円/60秒
- プチペイド32kbps高速データ伝送（その他）　20円/20秒

通話可能期間
- 1000円カード　20日（後に30日）
- 2000円カード　40日
- 3000円カード　60日
- 5000円カード 100日

※通話可能期間が終了後は着信猶予期間として60日間着信と一部番号のみ発信可能。この期間を過ぎると解約扱いになる。
※プリペイドカードはアステルショップや玩具店、ローソンのLoppiで購入が可能であった。

#### 通信端末
- AP-33（プチペイドとTOMYプリピッチ）
- AT-33（セガトイズP-tomo）

自社販売以外のものは販売元のブランド名と会社名が書かれていた。

### @6
@6は32kbpsデータ通信対応のPHSから利用できるネット接続サービスで、専用の電話番号（東京電話の電話回線）へ発信すると通話料が1分6円で通信できる。

### 対応プロバイダ
- 東京電話インターネット
- アルファインターネット
- リムネット

## ボイススポットフォン（VSフォン）サービス
ボイススポットフォン（VSフォン）サービスは、PHSを用いた屋内向けワイヤレス電話サービスのブランド名称である。

### 概略・経緯
顧客離れが続いたPHS事業の立て直しを狙い、据え置き型タイプのデザインを採用したPHS電話機「ボイススポットフォン（VSフォン）」を発表。新たなサービスで固定電話利用者取り込みを狙った。技術的にはWLL(PHS FWA)に相当する。
固定電話でないため工事費用や電話加入権が不要であり、電波が届く範囲ならば電話機本体の設置場所が自由にできるというメリットがあった。
実際のサービスには従来からのアステルPHS網を利用していたが、アステルというブランド名称は使用せず、YOZANブランドでサービス展開を行っていた。
2004年4月1日サービス開始予定だったが、開発や認証試験の遅れなどにより実際に申込者に端末が到着したのは6月中旬以降になった。また端末を申し込むにしても量販店等での店頭販売が行われなかったため、YOZANのサービスセンターへ電話をかけ申込書を取り寄せねばならず、宣伝等も殆ど行われなかったため一般顧客にその存在が知られることはなかった。

### 料金プラン
サービス開始時に用意されたプランは、一回60秒～180秒以内の通話が月100回まで無料という独特のものだった。後に無料通話が付かないプランやオンデマンドサービス（プリペイドサービス）も追加された。
VSプラン60
月額基本料1,554円 （一回60秒以内の通話が月100回まで無料）
VSプラン90
月額基本料2,079円 （一回90秒以内の通話が月100回まで無料）
VSプラン180
月額基本料4,179円 （一回180秒以内の通話が月100回まで無料）
VSプランスマイル
月額基本料500円 （当初は月額基本料1,344円 キャンペーン期間のみ500円の予定であったが、その後キャンペーン価格が通常料金に変更となった）
オンデマンドサービス（プリペイドサービス）
5,000円カードと10,000円カードの二種類が用意された。 両方とも残高有効期間は120日、着信有効期間60日。

### 通信端末
ボイススポットフォン AC-91
テクノソーシング製。標準価格10,290円（税込）。据え置き型でACアダプタを接続しながら使用することを前提に設計されていたが、停電対策などのため本体に充電式電池も内蔵されており、現実的ではないが持ち運びながら通話することも可能であった。内蔵電池使用時の通話可能時間は約5時間、通話待受時間は最大約300時間である。本体のカラーは、シャイングレー・パシフィックブルー・パールピンクの3色が用意された。
VSフォンII AX-92
ミヨシ電子製。一般発売はされず、東京都品川区の「児童見守りサービス」に協力する一部家庭へ配布されたのみである。「スクールベル」と呼ばれる専用子機と通信するために、特定小電力無線LAN機能を内蔵。子機から発信された緊急信号を、PHS網を通じてセンター側に通報する機能を有する。またショートメール機能が追加され、VSフォンII同士で96文字まで送受信することが可能になった。
その他、屋内外で持ち運び可能な「キャリング型VSフォン」、FTTH対応の「IP対応型VSフォン」、WiMAX対応の「VS-Phone III」の開発が計画されていたが、いずれも市販までには至らなかった。

### その後
アステル東京同様2005年4月20日をもって新規受付を終了。他社へ移行を推奨しようにも代替となるサービスがなかったため、PHS音声サービス終了後もしばらくサービスを継続していたが、2006年5月31日を以てサービス終了。それ以降もVSフォンの利用を希望するユーザーへはウィルコム契約のVSフォンに交換という措置がとられた。しかし2012年4月30日をもってウィルコムが他事業者向けに製造されたPHSへのサービスを終了（UMTSとPHS間のガードバンド変更に伴うもの）するため、利用できなくなった。同様の端末として、エイビット製のWX02Aが2011年11月25日、ウィルコムよりリリースされた。

## CMキャラクター

### 旧アステル東京時代
- レレレのおじさん（アステルCMでは「ルルルのおじさん」）
- 前園真聖（当時横浜フリューゲルス所属）
- 中山美穂
- 榎本加奈子
- 飯島直子
- 松田聖子

### 東京電話アステル時代
- 寺内貫太郎一家（小林亜星、西城秀樹、浅田美代子、樹木希林ほか）
- 松坂慶子
- ユースケ・サンタマリア